# Venezolana de Industria Tecnológica

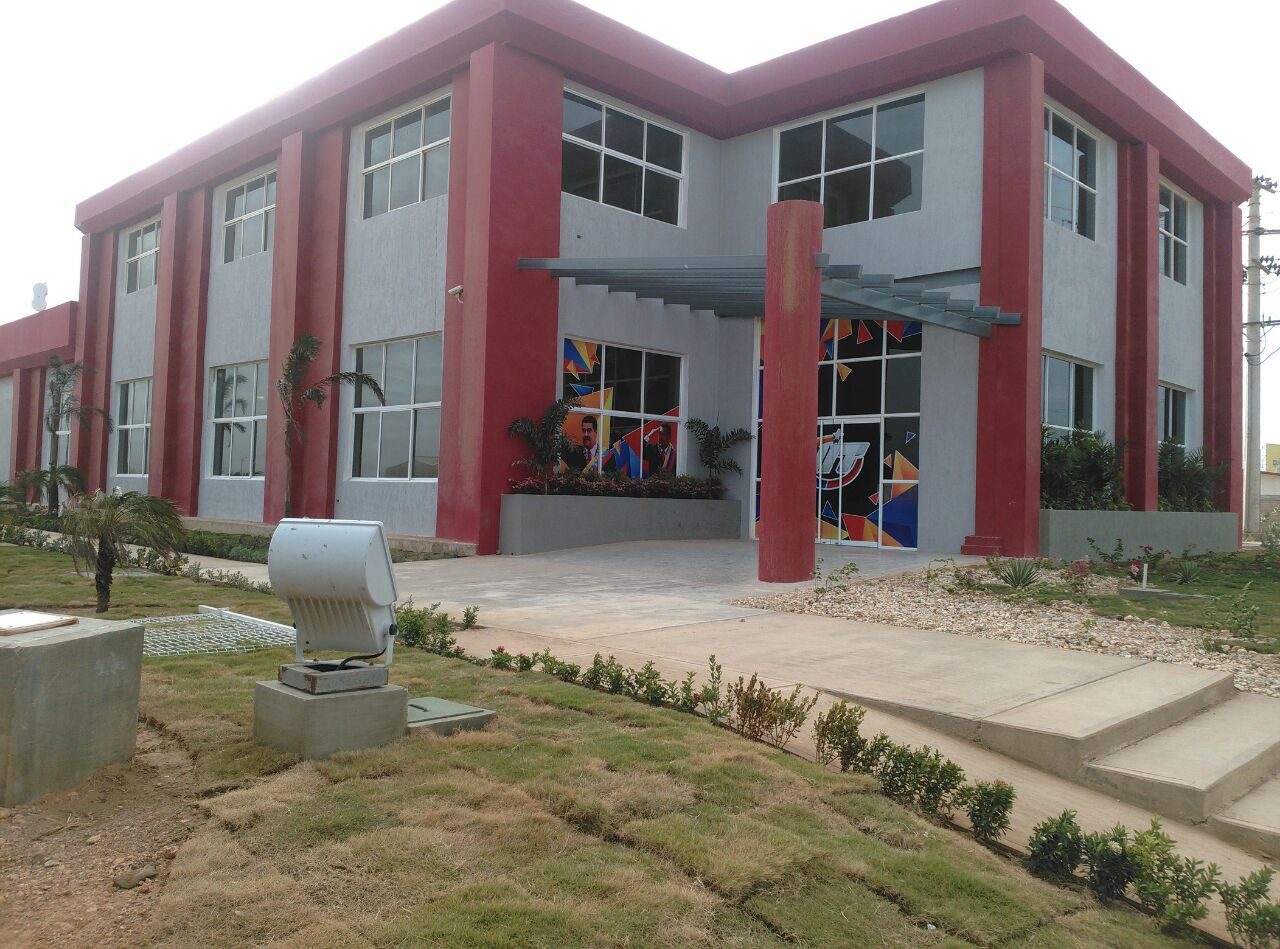
Edificio de Desarrollo Tecnológico, Entrada principal

Venezolana de Industria Tecnológica C.A (VIT) es una empresa estatal venezolana de capital mixto, constituida por la Corporación de Industrias Intermedias de Venezuela, S.A. (CORPIVENSA), adscrita al Ministerio del Poder Popular de Industrias Básicas Estratégicas y Socialistas (Minppibes) (poseedor del 51% de la empresa) y por la empresa de la República Popular China Inspur International, Ltd (poseedor del 49% de la empresa).
La sede de VIT se ubica en Paraguaná, en la ciudad de Punto Fijo, estado Falcón y su Presidente es Jorge Michinaux.

## Historia
El 4 de octubre de 2005, el entonces Presidente Hugo Chávez anunció durante un acto de entrega de licencias para la explotación de bloques del proyecto Rafael Urdaneta, la creación de una planta de ensamblaje de computadoras en la Zona Franca Industrial de Paraguaná, en Punto Fijo, estado Falcón, la fábrica inició sus operaciones el 1 de diciembre de 2006.
Uno de los objetivos principales que tiene la empresa VIT, es la fabricación y el ensamblaje de herramientas tecnológicas y otros accesorios para el mercado nacional; sin embargo, en un futuro se prevé su exportación hacia otros países.
En el año 2013, Venezolana de Industria Tecnológica incursiona en el mercado de los servidores.
Para el año 2015 se realiza la ampliación de la segunda línea de producción la cual aumenta la capacidad de ensamblaje de servidores y computadores en 150 mil unidades
En el año 2016 VIT inaugura su Laboratorio de Desarrollo Tecnológico, de Investigación, Pruebas y Certificación de productos, con el nombre de Hugo Rafael Chávez Frías.
Las herramientas tecnológicas producidas por VIT están disponibles en las tiendas Venezuela Productiva de todo el país y a través de la estatal telefónica CANTV y su programa internet equipado.

## Producción
| Año  | Producción |
| ---- | ---------- |
| 2007 | 49.550     |
| 2008 | 29.350     |
| 2009 | ?          |
| 2010 | 55.688     |
| 2011 | 174.355    |
| 2012 | 240.000    |
| 2013 | 246.507    |
| 2014 | 152.763    |

## Modelos ensamblados por VIT
| Modelo       | Dimensiones         | Monitor                                                                                            | Procesador | Memoria                                | Almacenamiento                       | Gráfico                                   |
| Escritorio   | Escritorio          | Escritorio                                                                                         | Escritorio | Escritorio                             | Escritorio                           | Escritorio                                |
| ------------ | ------------------- | -------------------------------------------------------------------------------------------------- | --- | -------------------------------------- | ------------------------------------ | ----------------------------------------- |
| VIT E1210-01 | 39x13.5x39 cm.      | - VIT 19.5" - retroiluminación led (16:9) - 1 puerto VGA - 1 puerto DVI - Resolución de 1440x900px | - Intel Pentium G3220 - 3MB Caché - 3Ghz (Haswell)                                                                     | 2 GB DDR3 1600MHz (Soporta 16 GB Máx.) | Disco duro de 500 GB SATA (7200 RPM) | Intel HD Graphics Haswell-DT Gt1          |
| VIT E2230-01 | 39x13.5x39 cm.      | - VIT 19.5" - retroiluminación led (16:9) - 1 puerto VGA - 1 puerto DVI - Resolución de 1440x900px | - Intel Core i3-4130 - 3MB Caché - 3.4Ghz (Haswell)                                                                    | 4 GB DDR3 1600MHz (Soporta 16 GB Máx.) | Disco duro de 500 GB SATA (7200 RPM) | Intel HD Graphics 4600                    |
| VIT E2230-02 | 39x13.5x39 cm.      | - VIT 19.5" - retroiluminación led (16:9) - 1 puerto VGA - 1 puerto DVI - Resolución de 1440x900px | - Intel Core i5-4570 - 6MB Caché - 3.2GHz hasta 3.6 GHz (Haswell)                                                      | 4 GB DDR3 1600MHz (Soporta 16 GB Máx.) | Disco duro de 1 TB SATA (7200 RPM)   | Chipset Nvidia GT-630                     |
| VIT E2230-03 | 39x13.5x39 cm.      | - VIT 21" - retroiluminación led (16:9) - 1 puerto VGA - 1 puerto DVI - Resolución de 1440x900px   | - Intel Core i7-3770 - 8MB Caché - 3.4GHz hasta 3.9 GHz (Haswell)                                                      | 8 GB DDR3 1600MHz (Soporta 16 GB Máx.) | Disco duro de 1 TB SATA (7200 RPM)   | Chipset Nvidia GT-630                     |
| VIT E2250-01 | 39x13.5x39 cm.      | - VIT 21" - retroiluminación led (16:9) - 1 puerto VGA - 1 puerto DVI - Resolución de 1440x900px   | - 6th Generation Intel® Core™ i3 Processors Intel® Core™ i3-6000 - 3 MB SmartCache - 3,70 GHz                          | 4 GB DDR4 1600MHz (Soporta 64 GB Máx.) | Disco duro de 500 GB SATA (7200 RPM) | Intel de Alta definición 530              |
| VIT E2250-02 | 39x13.5x39 cm.      | - VIT 21" - retroiluminación led (16:9) - 1 puerto VGA - 1 puerto DVI - Resolución de 1440x900px   | - 6th Generation Intel® Core™ i5 Processors Intel® Core™ i5-6500 - 6 MB SmartCache - 3,20 Ghz (3,60 Ghz en modo turbo) | 4 GB DDR4 1600MHz (Soporta 64 GB Máx.) | Disco duro de 1 TB SATA (7200 RPM)   | Intel de Alta definición 530              |
| Todo en uno  |                     | | |                                        |                                      |                                           |
| VIT A3310-01 | 39.5x59 cm.         | - 23.6" WXGA - retroiluminación led (16:9) - Resolución de 1920x1080px                             | - Intel Pentium G3220 - 3MB Caché - 3.00GHz (Haswell)                                                                  | 2 GB DDR3 1600MHz (Soporta 16 GB Máx.) | Disco duro de 500 GB SATA (7200 RPM) | Intel Graphics Haswell-DT                 |
| VIT A3310-02 | 39.5x59 cm.         | - 23.6" WXGA - retroiluminación led (16:9) - Resolución de 1920x1080px                             | - Intel Core i3-4130 - 3MB Caché - 3.40GHz (Haswell)                                                                   | 4 GB DDR3 1600MHz (Soporta 16 GB Máx.) | Disco duro de 500 GB SATA (7200 RPM) | Intel Graphics Haswell-DT                 |
| VIT A3310-03 | 39.5x59 cm.         | - 23.6" WXGA - retroiluminación led (16:9) - Resolución de 1920x1080px                             | - Intel Core i5-4570S - 3.6MB Caché - 2.90GHz (Haswell)                                                                | 8 GB DDR3 1600MHz (Soporta 16 GB Máx.) | Disco duro de 1 TB SATA (7200 RPM)   | Intel Graphics Haswell-DT                 |
| VIT A6200-01 | 42,5x59 cm.         | - PANTALLA LCD 23 Pulg - retroiluminación led (16:9) - Resolución de 1920x1080px                   | - Intel Dual Core G620 - 3 MB SmartCache - 2,60 GHz                                                                    | 2GB DDR3 PC3 1600Mhz                   | 500GB SATA 7200 RPM                  | Intel Graphics Haswell-DT                 |
| VIT A6200-02 | 42,5x59 cm.         | - PANTALLA LCD 23 Pulg - retroiluminación led (16:9) - Resolución de 1920x1080px                   | - Intel Core i3-2120 - 3 MB SmartCache - 3.3GHz LGA 1156 Portátil                                                      | 4GB DDR3 1333Mhz Ramaxel Portátil      | 500GB SATA 7200 RPM                  | Intel Graphics Haswell-DT                 |
| VIT A6200-02 | 42,5x59 cm.         | - PANTALLA LCD 23 Pulg - retroiluminación led (16:9) - Resolución de 1920x1080px                   | - Intel Core i5-2400S - 6 MB SmartCache - 2.5GHz LGA 1156                                                              | 4GB DDR3 1333Mhz Portátil              | 1TB SATA 7200 RPM                    | Intel Graphics Haswell-DT                 |
| Portátiles   |                     | | |                                        |                                      |                                           |
| VIT M2420-01 | 33.6x24x2.8 cm.     | - 14" WXGA - retroiluminación led (16:9) - Resolución de 1366x768px                                | - Intel Core i3-2310M - 3 MB SmartCache - 2,10 GHz                                                                     | 2GB DDR3 PC3 1600Mhz (Max 4 GB)        | 320 GB SATA 5400 RPM                 | Intel Graphics Haswell-DT                 |
| VIT M2420-02 | 33.6x24x2.8 cm.     | - 14" WXGA - retroiluminación led (16:9) - Resolución de 1366x768px                                | - Intel Core i3-2370M - 3 MB SmartCache - 2,40 GHz                                                                     | 2GB DDR3 PC3 1600Mhz (Max 4 GB)        | 500 GB SATA 5400 RPM                 | Intel Graphics Haswell-DT                 |
| VIT M2421-01 | 33.6x24x2.8 cm.     | - 14" WXGA - retroiluminación led (16:9) - Resolución de 1366x768px                                | - Intel Core i3 2350M - 3 MB SmartCache - 2.40 Ghz                                                                     | 2GB DDR3 PC3 1600Mhz (Max 8 GB)        | 320 GB SATA 5400 RPM                 | Intel Graphics Haswell-DT                 |
| VIT M2421-02 | 33.6x24x2.8 cm.     | - 14" WXGA - retroiluminación led (16:9) - Resolución de 1366x768px                                | - Intel Core i3 2450M - 3 MB SmartCache - 2.50 Ghz                                                                     | 4GB DDR3 PC3 1600Mhz (Max 8 GB)        | 500 GB SATA 5400 RPM                 | Intel Graphics Haswell-DT                 |
| VIT P1410-01 | 36x25x2.5 cm.       | - 14" WXGA - retroiluminación led (16:9) - Resolución de 1366x768px                                | - Intel Celeron N2920 - 2MB Caché - 1.86GHz (Haswell)                                                                  | 2 GB DDR3 1600MHz (Soporta 16 GB Máx.) | Disco duro de 500 GB SATA (5400 RPM) | Intel HD                                  |
| VIT P2400-01 | 33.6x24x2.8 cm.     | - 14" WXGA - retroiluminación led (16:9) - Resolución de 1366x768px                                | - Intel Core i3-2370M - 3MB Caché - 2.4GHz                                                                             | 2 GB DDR3 1600MHz (Soporta 16 GB Máx.) | Disco duro de 320 GB SATA (5400 RPM) | Intel HD                                  |
| VIT P2400-02 | 33.6x24x2.8 cm.     | - 14" WXGA - retroiluminación led (16:9) - Resolución de 1366x768px                                | - Intel Core i5-3210M - 3MB Caché - 2.5GHz (3,10 GHz en turbo)                                                         | 2 GB DDR3 1600MHz (Soporta 16 GB Máx.) | Disco duro de 500 GB SATA (5400 RPM) | Intel HD                                  |
| VIT P2400-01 | 33.6x24x2.8 cm.     | - 14" WXGA - retroiluminación led (16:9) - Resolución de 1366x768px                                | - Intel Core I3 3120M - 3MB Caché - 2.5Ghz                                                                             | 2 GB DDR3 1600MHz (Soporta 16 GB Máx.) | Disco duro de 500 GB SATA (5400 RPM) | Intel HD                                  |
| VIT P2400-02 | 33.6x24x2.8 cm.     | - 14" WXGA - retroiluminación led (16:9) - Resolución de 1366x768px                                | - Intel Core I5 3230M - 3MB Caché - 2.6 Ghz (3.2Ghz en turbo)                                                          | 2 GB DDR3 1600MHz (Soporta 16 GB Máx.) | Disco duro de 500 GB SATA (5400 RPM) | Intel HD                                  |
| VIT P2412-01 | 33.6x24x2.8 cm.     | - 14" WXGA - retroiluminación led (16:9) - Resolución de 1366x768px                                | - Intel Core i3-4000M - 3MB Caché - 2.40GHz (Haswell)                                                                  | 2 GB DDR3 1600MHz (Soporta 16 GB Máx.) | Disco duro de 500 GB SATA (5200 RPM) | Intel HD 4000                             |
| VIT P2412-02 | 33.6x24x2.8 cm.     | - 14" WXGA - retroiluminación led (16:9) - Resolución de 1366x768px                                | - Intel Core i5-4200M - 3MB Caché - 2.50GHz (Haswell)                                                                  | 2 GB DDR3 1600MHz (Soporta 16 GB Máx.) | Disco duro de 500 GB SATA (5200 RPM) | Intel HD 4000                             |
| Tabletas     |                     | | |                                        |                                      |                                           |
| VIT T1200    | 260x172x10 mm.      | - 10.1" - Panel Multi-Táctil capacitivo (10 puntos máximo) - Resolución de 1280x800px              | - Intel Atom Modelo Bay Trail-T Z3735F - 2MB Caché - 1.83GHz                                                           | 1 GB                                   | 8 GB eMMC                            | ---                                       |
| VIT T4200    | 260x172x8.99 mm.    | - 10.1" - Panel Multi-Táctil capacitivo (10 puntos máximo) - Resolución de 1280x800px              | - Intel Atom Modelo Bay Trail-T Z3735F - 2MB Caché - 1.33GHz hasta 1.83GHz                                             | 1 GB                                   | 16 GB eMMC                           | ---                                       |
| VIT T4202    | 257x172x10.3 mm.    | - 10.1" - Panel Multi-Táctil capacitivo (10 puntos máximo) - Resolución de 1280x800px              | - Intel Atom Modelo Bay Trail-T Z3740D - 1.33GHz hasta 1.83GHz                                                         | 2 GB                                   | 64 GB eMMC                           | Intel HD Graphic 7.ª Generación           |
| Servidores   |                     | | |                                        |                                      |                                           |
| NF5280M3-01  | 88x430x745 mm.      | ---                                                                                                | - 2 Intel Xeon E5-2620 v2 - 15MB Caché - 2.10GHz                                                                       | 32GB DDR3 1600 (Soporta hasta 768GB)   | 4 x 600 GB SAS 2.5" 10.000 RPM       | Controlador de video con 16 MB de memoria |
| NF5280M3-02  | 88x430x745 mm.      | ---                                                                                                | - 2 Intel Xeon E5-2650 v2 - 20MB Caché - 2.60GHz                                                                       | 64GB DDR3 1600 (Soporta hasta 768GB)   | 8 x 600 GB SAS 2.5" 10.000 RPM       | Controlador de video con 16 MB de memoria |
| NF5280M3-03  | 88x430x745 mm.      | ---                                                                                                | - 2 Intel Xeon E5-2670 v2 - 25MB Caché - 2.50GHz                                                                       | 128GB DDR3 1600 (Soporta hasta 768GB)  | 6 x 1 TB SAS 2.5" 7.200 RPM          | Controlador de video con 16 MB de memoria |
| NF8420M3-01  | 174.8x447.6x749 mm. | ---                                                                                                | - 4 Intel Xeon E5-4620 - 16MB Caché - 2.20GHz                                                                          | 64GB DDR3 1600 (Soporta hasta 768GB)   | 5 x 600 GB SAS 2.5" 10.000 RPM       | Controlador de video con 16 MB de memoria |
| NF8420M3-02  | 174.8x447.6x749 mm. | ---                                                                                                | - 4 Intel Xeon E5-4620 - 16MB Caché - 2.20GHz                                                                          | 128GB DDR3 1600 (Soporta hasta 768GB)  | 6 x 600 GB SAS 2.5" 10.000 RPM       | Controlador de video con 16 MB de memoria |
| NF8420M3-03  | 174.8x447.6x749 mm. | ---                                                                                                | - 4 Intel Xeon E5-4650 - 20MB Caché - 2.70GHz                                                                          | 128GB DDR3 1600 (Soporta hasta 768GB)  | 6 x 600 GB SAS 2.5" 10.000 RPM       | Controlador de video con 16 MB de memoria |
| NF8420M3-04  | 174.8x447.6x749 mm. | ---                                                                                                | - 4 Intel Xeon E5-4650 - 20MB Caché - 2.70GHz                                                                          | 128GB DDR3 1600 (Soporta hasta 768GB)  | 6 x 1 TB SAS 2.5" 10.000 RPM         | Controlador de video con 16 MB de memoria |
| NP3020M3-01  | 200x435x510 mm.     | ---                                                                                                | - Intel Xeon E3-1220 v3 - 3.0GHz                                                                                       | 8GB DDR3 1600 (Soporta hasta 32GB)     | 2 x 500 GB SAS 2.5" 7.200 RPM        | Nvidia Quadro K600                        |
| NP3020M3-02  | 200x435x510 mm.     | ---                                                                                                | - Intel Xeon E3-1220 v3 - 3.10GHz                                                                                      | 16GB DDR3 1600 (Soporta hasta 32GB)    | 4 x 500 GB SAS 2.5" 7.200 RPM        | Nvidia Quadro K600                        |
| NP5540M3-01  | 220x433x607 mm      | ---                                                                                                | - 2 Intel Xeon E5-2420 - 15MB Caché - 1.90GHz                                                                          | 32GB DDR3 1600 (Soporta hasta 32GB)    | 4 x 600 GB SAS 2.5" 10.000 RPM       | Controlador de video con 16 MB de memoria |
| NP5540M3-02  | 220x433x607 mm      | ---                                                                                                | - 2 Intel Xeon E5-2450 - 20MB Caché - 2.10GHz                                                                          | 64GB DDR3 1600 (Soporta hasta 32GB)    | 4 x 1 TB SAS 2.5" 10.000 RPM         | Controlador de video con 16 MB de memoria |
| NP5540M3-03  | 220x433x607 mm      | ---                                                                                                | - 2 Intel Xeon E5-2450 - 20MB Caché - 2.10GHz                                                                          | 64GB DDR3 1600 (Soporta hasta 32GB)    | 4 x 1 TB SAS 2.5" 10.000 RPM         | Controlador de video con 16 MB de memoria |

Para los controladores = https://web.archive.org/web/20190410181830/http://vit.gob.ve/controladores/ (Controladores VIT)